# Янгъяха (приток Юредейяхи)
Янгъяха — река в России, протекает по территории Ямало-Ненецкого автономного округа. Устье реки находится в 103 км по правому берегу реки Юредейяха. Длина реки составляет 33 км. В 21 км от устья по правому берегу впадает река Пяндымыяха.

## Данные водного реестра
По данным государственного водного реестра России относится к Нижнеобскому бассейновому округу, водохозяйственный участок реки — Таз, речной подбассейн реки — подбассейн отсутствует. Речной бассейн реки — Таз.
Код объекта в государственном водном реестре — 15050000112115300071254.